# Асино (платформа)
«А́сино» (бел. А́сіна) — остановочный пункт в Дзержинском районе Минской области.
Железнодорожная платформа находится между остановочными пунктами Энергетик и Мезиновка, в пятистах метрах от дороги E 30 и (приблизительно) в километре от деревни Скородное и реки Синицкая.
Ранее платформа называлась 806 км, так как располагается в 806 километрах от Москвы.